# Waking Up
Waking Up es el segundo álbum de estudio de la banda OneRepublic, lanzado por Interscope Records el 17 de noviembre de 2009. El álbum llegó hasta el puesto #21 en el Billboard 200 y vendió aproximadamente 600 000 copias en los Estados Unidos.
El vocalista de la banda, Ryan Tedder ha declarado en una entrevista que Jerrod Bettis, quien perteneció a la banda anteriormente, se le había ocurrido el diseño de la carátula del álbum. Después del éxito del álbum debut de OneRepublic, Dreaming Out Loud, comenzaron a trabajar en un segundo álbum en 2008. Ryan Tedder anunció el 21 de julio de 2009 que el segundo álbum de la banda se completaría cinco semanas después de esa fecha, que fue el 25 de agosto de 2009.

## Lista de canciones
| Edición estándar |                         |                                                |                               |          |  |
| N.º              | Título                  | Escritor(es)                                   | Productor (es)                | Duración |  |
| 1.               | «Made for You»          | Ryan Tedder, Brent Kutzle                      | Tedder, Kutzle                | 4:18     |  |
| 2.               | «All the Right Moves»   | Tedder                                         | Tedder, Andy Prickett, Kutzle | 3:58     |  |
| 3.               | «Secrets»               | Tedder                                         | Tedder, Prickett              | 3:45     |  |
| 4.               | «Everybody Loves Me»    | Tedder, Kutzle                                 | Tedder, Kutzle                | 3:34     |  |
| 5.               | «Missing Persons 1 & 2» | Tedder                                         | Tedder                        | 4:59     |  |
| 6.               | «Good Life»             | Tedder, Kutzle, Noel Zanacanella, Eddie Fisher | Tedder, Kutzle, Zanacanella   | 4:13     |  |
| 7.               | «All This Time»         | Tedder, Kutzle                                 | Tedder, Kutzle                | 4:03     |  |
| 8.               | «Fear»                  | Tedder                                         | Tedder                        | 3:48     |  |
| 9.               | «Waking Up»             | Tedder, Drew Brown                             | Tedder                        | 6:09     |  |
| 10.              | «Marchin On»            | Tedder                                         | Tedder                        | 4:13     |  |
| 11.              | «Lullaby»               | Tedder, Kutzle                                 | Tedder, Prickett, Kutzle      | 4:38     |  |

| Bonus Tracks Internacionales/Canciones Alternas |                                 |                                                               |                |          |  |
| N.º                                             | Título                          | Escritor(es)                                                  | Productor (es) | Duración |  |
| 7.                                              | «All This Time» (Final Version) | Tedder, Brown, Kutzle                                         | Tedder, Kutzle | 3:36     |  |
| 12.                                             | «Sleep»                         | Tedder, Jerrod Bettis, Drew Brown, Zachary Filkins, Tim Myers | Greg Wells     | 5:54     |  |
| 13.                                             | «Shout (Live Version)»          | Roland Orzabal, Ian Stanley                                   | Chris Hughes   | 4:24     |  |

| Edición De lujo |                |                             |                 |          |  |
| N.º             | Título         | Escritor(es)                | Productor (es)  | Duración |  |
| 12.             | «Passenger»    | Tedder                      | Mikal Blue      | 4:00     |  |
| 13.             | «It’s a Shame» | Tedder                      | Charles Pollard | 4:51     |  |
| 14.             | «Trap Door»    | Tedder, Tim Myers           | Blue            | 3:54     |  |
| 15.             | «Sucker Punch» | Tedder, Zach Filkins, Myers | Blue            | 4:26     |  |

Más de 20 minutos de metraje exclusivo incluyendo:
1. Making of Waking Up

## Posicionamiento
| Listas (2009–2010)              | Posición |
| ------------------------------- | -------- |
| Austrian Albums Chart           | 28       |
| Belgian Albums Chart (Flanders) | 87       |
| Belgian Albums Chart (Wallonia) | 88       |
| Czech Republic IFPI Chart       | 43       |
| German Albums Chart             | 19       |
| Greek Albums Chart              | 9        |
| Irish Albums Chart              | 29       |
| Polish Albums Chart             | 22       |
| Swiss Albums Chart              | 14       |
| UK Album Chart                  | 29       |
| US Billboard 200                | 21       |

## Historial de Lanzamiento
| Lugar          | Fecha                   | Formato              | Discográfica            |
| -------------- | ----------------------- | -------------------- | ----------------------- |
| Australia      | 17 de noviembre de 2009 | Descarga digital     | Interscope              |
| Australia      | 20 de noviembre de 2009 | CD                   | Interscope              |
| Alemania       | 13 de noviembre de 2009 | CD, descarga digital | Interscope Universal    |
| Hungría        | 16 de noviembre de 2009 | CD                   | Universal Music Hungary |
| Reino Unido    | 16 de noviembre de 2009 | Descarga digital     | Polydor                 |
| Reino Unido    | 18 de enero de 2010     | CD                   | Interscope              |
| Hong Kong      | 16 de noviembre de 2009 | CD                   | Interscope              |
| Estados Unidos | 17 de noviembre de 2009 | CD, descarga digital | Interscope              |
| Polonia        | 22 de enero de 2010     | CD                   | Interscope              |
| Italia         | 22 de enero de 2010     | CD, descarga digital | Interscope              |
| Brasil         | 2 de febrero de 2010    | CD                   | Universal Music Brazil  |